# Ryan Hill
Ryan Hill (Estados Unidos, 14 de octubre de 1982) es un atleta estadounidense especializado en la prueba de 3000 m, en la que consiguió ser subcampeón mundial en pista cubierta en 2016.

## Carrera deportiva
En el Campeonato Mundial de Atletismo en Pista Cubierta de 2016 ganó la medalla de plata en los 3000 metros, llegando a meta en un tiempo de 7:57.39 segundos, tras el etíope Yomif Kejelcha y por delante del keniano Augustine Kiprono Choge (bronce).